# Helan går
"Helan går" är den mest kända svenska snapsvisan (eller skålvisan) och vissa hävdar att det till och med är den mest kända folkvisan i Sverige.

## Visans namn
Helan är den traditionella beteckningen på den första snapsen (supen) i en serie, och visan är därför vanlig att sjunga som första snapsvisa vid bordet på en fest. Suparna helan och halvan fick sina namn redan på 1700-talet, medan namn på senare supar i serien kom till i studentkretsar på 1800-talet.

## Historia
Visans tidiga historia är okänd. Eftersom den här typen av visor bygger på kända melodier, så förutsätts även denna har en musikalisk föregångare, men vilken det var, är okänt. Etnologiprofessorn Mats Rehnberg föreslog på 1970-talet att den kan ha sitt ursprung långt tillbaka i tiden - kanske redan från 1700-talet – som en trumpetsignal spelad av militärtrumpetare, eventuellt som signal när det var dags att sätt sig till bords vid stora banketter. Visan finns inte omskriven i de så kallade traditionsarkiven under 1800-talet, vilket indikerar att dess ursprung snarast är borgerlig och inte folklig.
Det finns också hypoteser att sångtexten "Halvan går" – som snapsvisa vid bordet – var tidigare än "Helan går". Hypotesen lyder ungefär att man redan tagit helan vid brännvinsbordet innan man gick till bords – sedan ljöd trumpetsignalen, man gick in till bordet, stämde upp i "Halvan går" och inledde därmed middagen med en sup till. Bakgrunden till denna hypotes är att de äldsta källorna som nämner texten till snapsvisan, just omskriver den som "Halvan går". Exempelvis finns det i en längre text från 1831 om ett tryckeri i Skånska posten reklam för en accidenstryck med titeln "Halfwan går". När Franz Berwald 1845 använde sig av melodin i operetten Modehandlerskan, på Kungliga Teatern, så ska delar av orkestern ha blivit så upprörd att de lämnade repetitionen. Detta är omskrivet, och då kallas visan just "Halvan går". Ett annat exempel är att man vid juletid 1854 kunde köpa noter till "Halwfan går: Polka för pianoforte" nedskriven av kompositören Anton Schnötzinger. Det senare är för övrigt den idag äldst kända nedskrivna noteringen av musiken och texten, i sin helhet.
I det skönlitterära alstret Bilder ur dårskapernes pandämonium, som bland annat gick som följetong 1840 i Göteborgs Handels- och Sjöfartstidning omskrivs en finare middag i en svensk universitetsstad så här:
| ”                                                           | Nu till den festliga måltiden. Härvid stiger rektor mycket högtidligt ner ur katedern, och bjuder Cicero sin arm. "Halvan går!" utropas av en pedell, varvid auditorium uppvaknar, och instämmer enhälligt i sången: "Halfvan går!" Tåget sätter sig i rörelse till den lokal där middagen skall intagas. | „ |
| – Göteborgs- Handels och sjöfartstidning (1840-06-03) sid:2 | |   |

Allt detta indikerar att "Helan går", om än med en annan titel, var en känd visa redan vid mitten av 1800-talet.
Visan finns senare också nämnd i Gustaf Meyers uppsalaminnen från tiden som studentbeväring där år 1869 och August Strindberg hävdade syrligt att den borde bli Sveriges nationalsång.
Visan förekom sedermera i jubileumsrevyn Stockholmsluft av Emil Norlander på Södra teatern år 1905, och gavs därmed också ut på skiva. Inom klassisk musik har även flera tonsättare, utöver Berwald, skrivit kompositioner med olika varianter av melodin, bland annat Franz Lehár. Om Lehár berättas också att han vid sitt besök i Sverige 1936 på fullt allvar lär ha trott att "Helan går" var Sveriges nationalsång eftersom den mycket högtidligt alltid sjöngs som första sång vid middagsfesterna i Sverige. Andra tonsättare som använt visan är Sven-Eric Johanson, Lars Johan Werle och Eskil Hemberg.

### Fallerallalej
Ordet "fallerallalej", som förekommer i många varianter, var vanligt i trallvänliga och muntra visor eller rim, bland annat av Carl Michael Bellman under 1700-talet. Det är ursprungligen bildat av tonbenämningarna fa och la och kom till Sverige under 1500- och 1600-talen med madrigalen "fala". "...Skåål fala fala falallerila" finns belagt från år 1657. Dessa "fala-ord" kunde även användas nedvärderande om musik eller dikter som uppfattades som innehållslösa. Uttrycket "hela fallerallan" är synonymt med "hela rasket".

## Text
Helan går,

sjung hopp faderallan lallan lej,
 
helan går,
 
sjung hopp faderallan lej.
 
Och den som inte helan trår (idag oftast "tar"),
 
han heller inte halvan får,
 
Helan gåååååååår, [helan tages]

sjung hopp faderallan lej.

### Alternativ andra vers
Halvan går,
 
sjung hopp faderallan lallan lej,

halvan går,

sjung hopp faderallan lej.

Och den som inte halvan trår (idag oftast "tar"),

han heller inte tersen får,
 
Halvan gåååååååår, [halvan tages]

sjung hopp faderallan lej.
Eftersom visan är mycket gammal finns det otaliga varianter på texten.

## Inspelningar
Den förmodligen första inspelningen gjordes på fonografcylinder av Hjalmar Stolpe redan år 1900. 
Den första kända inspelningen på 78-varvare gjordes av manskvartetten Pathékvartetten i Stockholm cirka 1914.
Visan finns i flera körarrangemang, och finns med på flera manskörers samlingsinspelningar av dryckesvisor.

## Filmer
Visan sjungs i ett 40-tal svenska långfilmer under åren 1931–2013, från Skepparkärlek (1931) till Vi är bäst! (2013).